# 652
652 (DCLII) je bilo prestopno leto, ki se je po julijanskem koledarju začelo na nedeljo.

## Dogodki
- 1. januar
- Muslimani osvojijo Armenijo.

## Rojstva
- Klotar III., kralj Nevstrije in Burgundije († 673)

## Smrti
- Neznani knez, domnevno prvi vladar balkanske Srbije (* ni znano)